# Guabal (Perú)
Guabal, también conocido como Loma Guabal, es un caserío peruano ubicado en el distrito de Frías, perteneciente a la provincia de Ayabaca del departamento de Piura, al norte del Perú.

## Ubicación
Guabal se ubica al suroeste de la provincia de Ayabaca, en el distrito de Frías, en el departamento de Piura.

## Demografía
En 2017 Guabal tenía una población de 280 habitantes.
| Gráfica de evolución demográfica de Guabal entre 1993 y 2017 |
|                                                              |
| Fuentes: Población 1993 y 2017                               |